# Lingreville
Lingreville település Franciaországban, Manche megyében. Lakosainak száma 1019 fő (2019. január 1.). Lingreville Annoville, Bricqueville-sur-Mer, Muneville-sur-Mer, Quettreville-sur-Sienne és Quettreville-sur-Sienne községekkel határos.

## Népesség
A település népességének változása:
| Lakosok száma | 954  | 940  | 913  | 920  | 949  | 946  | 999  | 1020 | 1015 | 1019 |
|               | 1968 | 1975 | 1990 | 1999 | 2006 | 2013 | 2015 | 2016 | 2018 | 2019 |